# Hermannsdenkmal
Pomnik Arminiusza Hermana w Detmold (niem. Hermannsdenkmal) – pomnik wzniesiony w 1875 dla uczczenia wodza Cherusków Arminiusza, który w 9 roku n.e. wciągnął w zasadzkę i pokonał w Lesie Teutoburskim wojska rzymskie pod wodzą Warusa, niszcząc trzy legiony (później został pokonany podczas rzymskiej wyprawy odwetowej Germanika).
Znajduje się on 6 km na południe od miejscowości Detmold w Nadrenii Północnej-Westfalii (Niemcy). Stoi na wzgórzu Grotenburg (także Teutberg, 386 m n.p.m.) w kompleksie przedrzymskiego grodziska Grotenburg w Lesie Teutoburskim.
Budowę pomnika według projektu Ernsta von Bandela rozpoczęto w 1838 roku, ale została ostatecznie ukończona w roku 1875, po zwycięskiej dla Królestwa Prus wojnie z Francją w 1871 roku i zjednoczeniu Niemiec w Cesarstwo Niemieckie.